# 黒崎えり子
黒崎 えり子（くろさき えりこ、1973年3月22日 - ）は日本のネイリスト。株式会社エリコネイル代表取締役社長。ネイルサロン「erikonail」主宰。（現在は１店舗）黒崎えり子ネイルビューティカレッジ学院長。NPO法人日本ネイリスト協会常任本部認定講師及びグランドマスターエデュケーター。黒崎えり子ネイルスクール学院長。
東京都生まれ。1男1女の母でもある。

## 経歴
- 高校を卒業後、アクセサリー店でアルバイトした後、19歳のときにネイルスクールに通い始め、講座終了後、スクールにて半年間インストラクターを務める[2]。
- 翌年'94年初出場のコンテスト"日本ネイリスト協会「NAIL COMPETITION '94」"にて総合グランドチャンピオンを獲得。同協会の規定では同チャンピオンの獲得により、国内での出場資格がなくなるため、その後は海外のコンテストに精力的に出場し数々のタイトルを獲得。
- 2000年、アメリカ及びドイツのネイルコンテストで計11回のカテゴリ１位を記録。
- 2000年、｢黒崎えり子ネイルビューティカレッジ｣学院長に就任。
- 2001年、オリジナルネイルグッズブランド「erikonail」のトータルプロデュースを開始。
- 2003年、オリジナルジュエリーブランド「plu*e　bijou(プリュエ　ビジュ ウ)」のデザインを開始。
- 2005年、名古屋店開店（2019年3月閉店）
- 2006年、ネイルブランド「A lot of」のトータルプロデュースを開始。
- 2006年、表参道店開店
- 2012年、広尾店開店（2020年1月閉店）
- 2013年、銀座店開店（2021年3月閉店）
- 2014年、ハワイ店開店（2015年8月閉店）
- 2015年、名古屋店開店（2019年3月閉店）

## 著書
- 黒崎えり子・成美堂出版　『スーパーネイルブック』（Seibido mook）成美堂出版、2002年
- 『願えば叶う』　幻冬舎、2003年
- 『えり子ネイル : トップネイリストの人気デザインのすべて』（AC mook）アスコム、2003年
- 黒崎えり子・成美堂出版　『黒崎えり子のラブネイル』（Seibido mook）成美堂出版、2004年
- 『黒崎えり子のおとなネイル』　翔泳社、2005年
- 黒崎えり子監修　『ネイルアート&ケアlesson : Createur Reveal はじめてでも簡単！キュート&大人ネイル85』　新星出版社、2005年
- 『黒崎えり子のパーフェクトネイル』（広済堂ベストムック 84号）廣済堂出版、2005年
- 『黒崎えり子の欲張りな出産欲張りな出産 ハッピー・バースの迎え方』　講談社、2007年
- 『基本のネイル : キレイな爪でハッピーに！』（レタスクラブmook）角川・エス・エス・コミュニケーションズ、2007年
- 黒崎えり子監修　『DVDでネイルレッスン』（Locus mook）インフォレスト、2007年
- 『黒崎えり子の特別な日のおとなネイル』（e-mook）宝島社、2008年
- 『Erikonail Collection』（e-mook）宝島社、2009年
- 『黒崎えり子の大人かわいいジェルネイルBOOK』（主婦の友αブックス）主婦の友社、2010年
- 『黒崎えり子のキレイを叶えるネイルBOOK』（レディブティックシリーズ no.3074）ブティック社、2010年

## 出演
- テレビ東京『ソロモンの王宮』"今週の賢人" ｢女性を彩る美の世界」2004年7月25日O.A
- NHK教育テレビ『おしゃれ工房』に講師として出演　2003年〜O.A
- 大塚製薬 オロナミンCドリンク『オロナミンC元気ハツラツぅ？キャンペーン』の20人の有名人のひとりとして登場。2003年

## CM
- セガ 『ぷよぷよ7（ニンテンドーDS版）』 （2009年）